# 河南黔丹山站
河南黔丹山站（：／ Hanam Geomdansan yeok */?）是首都圈電鐵5號線的終點車站，位於韓國京畿道河南市倉隅洞。

## 車站結構
站體為2面2線側式月台的地下車站，候車月台設有月台幕門，並有4處出口。

### 月台配置
| 河南市廳 ↑ |
| \| 上      |
| ↓ 起終點站 |

| 月台 | 路線             | 目的地                             |
| ---- | ---------------- | ---------------------------------- |
| 上行 | ●首都圈電鐵5號線 | 上一洞、千戶、杏堂、木洞、傍花方向 |
| 下行 | ●首都圈電鐵5號線 | 此站終著                           |

## 歷史
- 2019年5月29日：車站名稱確認為河南黔丹山站[1]。
- 2021年3月27日：落成啟用。

## 車站周邊
- 倉隅初等學校
- 新長中學
- 河南經營高校
- 河南消防署
- 河南倉隅洞郵局
- 河南市外巴士客運站（朝鲜语：하남시외버스정류장）
- 八堂大橋
- Starfield（朝鲜语：스타필드 (쇼핑 센터)）河南購物中心
  - 新世界百貨Starfield河南店
  - 玩具王國Starfield河南店
  - PK Market河南店
  - NO BRAND（朝鲜语：노브랜드） Starfield河南店

## 圖片

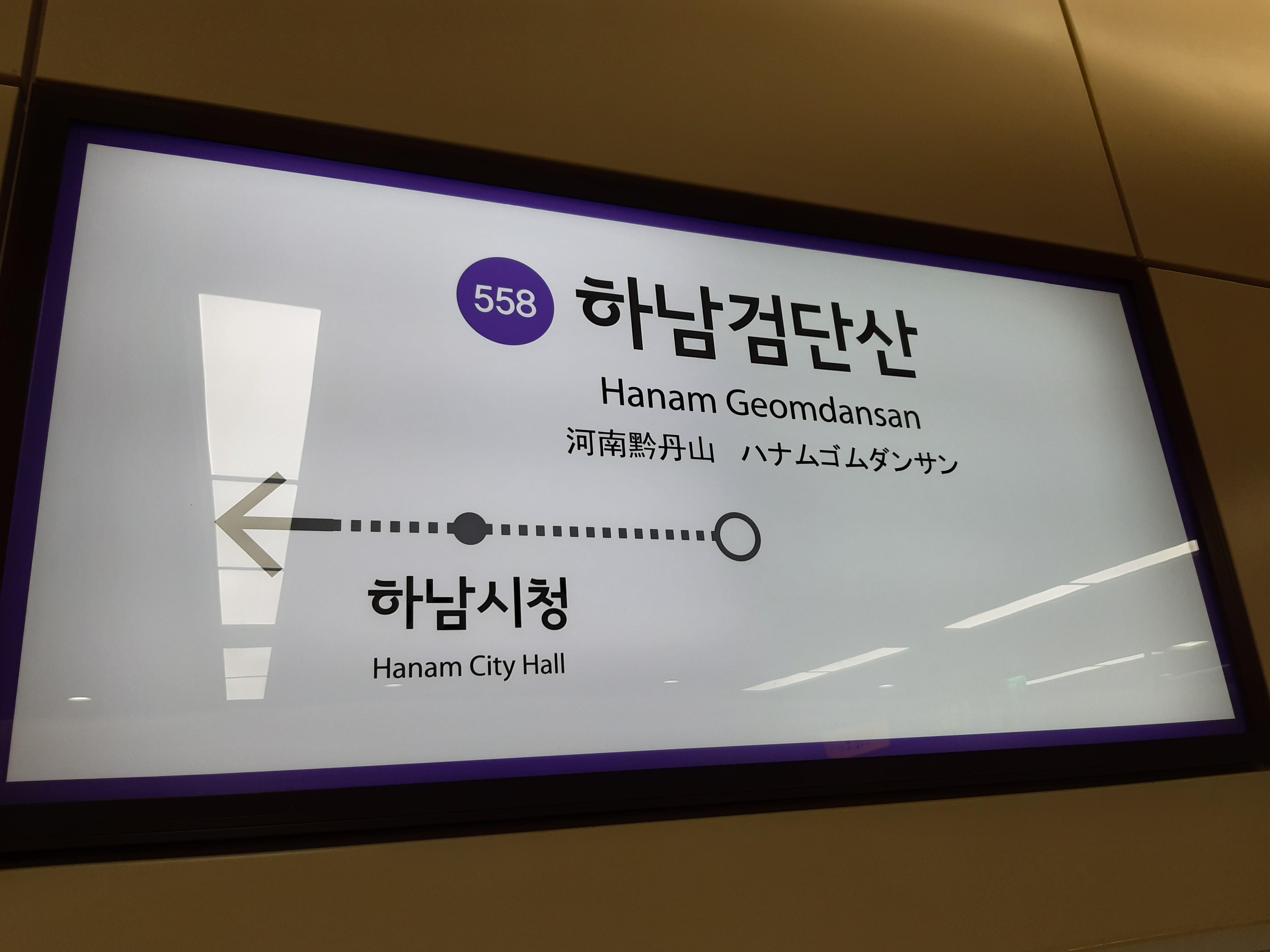
站名牌
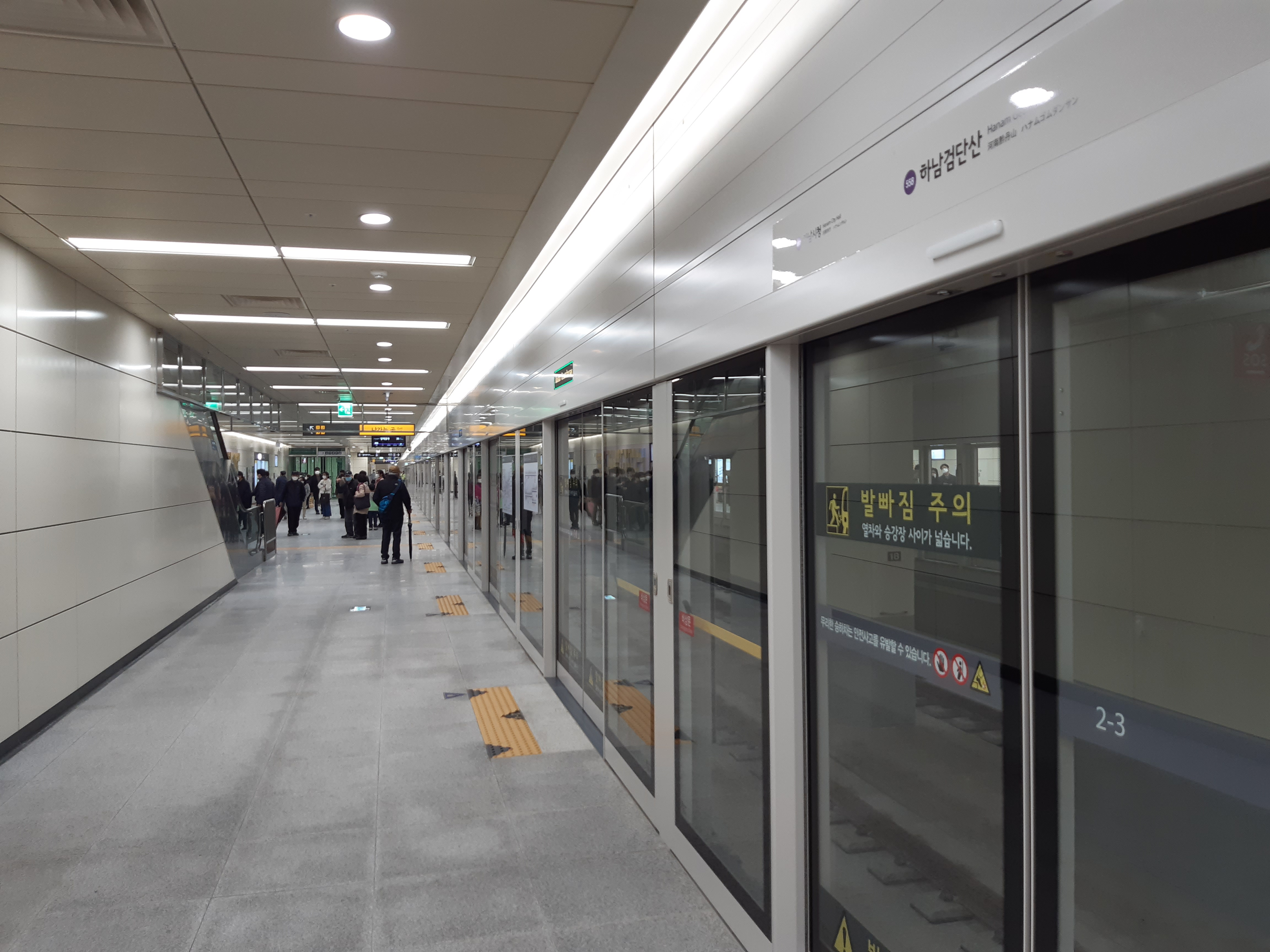
候車月台

## 相鄰車站
首爾交通公社
●首都圈電鐵5號線
河南市廳（557）－河南黔丹山（558）